# أحمد بوغمار
أحمد مبارك أحمد مبارك بوغمار (ولد في 30 ديسمبر 1997 في المحرق، البحرين) لاعب كرة قدم دولي بحريني يجيد اللعب في مركز قلب الدفاع وبدرجة أقل الظهير الأيمن. يلعب حاليا لصالح الخالدية الذي ينافس في الدوري البحريني الممتاز منذ 2021.

## المسيرة الرياضية

### الأندية
في 1 يوليو 2014 تم تصعيد بوغمار إلى الفريق الأول بنادي الحد. في موسمه الأول 2014-2015 وفي بطولة الدوري الممتاز ساهم في احتلال فريقه المركز الثاني الوصيف بفارق نقطة واحدة عن البطل المحرق. وفي بطولة كأس ملك البحرين ساهم في تتويج فريقه بالبطولة بعدما تغلب في المباراة النهائية على البسيتين 2-0 ليحقق بوغمار أولى بطولاته الشخصية. وفي بطولة كأس الاتحاد الآسيوي فشل فريقه في التأهل إلى الدور الثمن النهائي بعدما احتل المركز الرابع في المجموعة الثانية بفارق 4 نقاط عن صاحب المركز الثاني الجزيرة الأردني.
في موسمه الثاني 2015-2016 وفي بطولة الدوري الممتاز ساهم في تتويج فريقه بالبطولة للمرة الأولى في تاريخ نادي الحد عندما تصدر الترتيب بفارق 10 نقاط عن الوصيف المحرق ليحقق بوغمار ثاني بطولاته الشخصية. وفي بطولة كأس ملك البحرين ساهم في وصول فريقه إلى الدور الربع النهائي عندما خسر من الرفاع 0-2. وفي بطولة كأس السوبر البحريني ساهم في تتويج فريقه بالبطولة بعدما تغلب على المحرق بركلات الترجيح ليحقق بوغمار ثالث بطولاته الشخصية. وفي بطولة كأس الاتحاد البحريني ساهم في وصول فريقه إلى الدور النصف النهائي عندما خسر من المالكية 1-2. وفي بطولة كأس الاتحاد الآسيوي فشل فريقه في التأهل إلى الدور الثمن النهائي بعدما احتل المركز الثالث في المجموعة الأولى بفارق نقطة واحدة عن صاحب المركز الثاني الوحدات الأردني.
في موسمه الثالث 2016-2017 وفي بطولة الدوري الممتاز ساهم في احتلال فريقه الثالث بفارق نقطتين عن البطل المالكية. وفي بطولة كأس ملك البحرين ساهم في وصول فريقه إلى الدور الربع النهائي عندما خسر من المنامة 0-5. وفي بطولة كأس السوبر البحريني ساهم في تتويج فريقه بالبطولة للموسم الثاني على التوالي بعدما تغلب على المحرق بهدف نظيف ليحقق بوغمار رابع بطولاته الشخصية. وفي بطولة كأس الاتحاد البحريني ساهم في تتويج فريقه بالبطولة بعدما تغلب في المباراة النهائية على المالكية بركلات الترجيح ليحقق بوغمار خامس بطولاته الشخصية. وفي بطولة دوري أبطال آسيا خسر فريقه في مباراته الأولى في الدور التمهيدي الأول من نسف قرشي الأوزبكستاني 0-4 لينتقل للعب في بطولة حيث فشل فريقه في التأهل إلى الدور النصف النهائي لمنطقة غرب آسيا بعدما احتل المركز الثالث في المجموعة الثانية بفارق نقطتين عن صاحب المركز الثاني الوحدة السوري.
في موسمه الرابع 2017-2018 وفي بطولة الدوري الممتاز ساهم في احتلال فريقه السادس بفارق 4 نقاط عن منطقة الهبوط. وفي بطولة كأس ملك البحرين ساهم في وصول فريقه إلى الدور الربع النهائي عندما خسر من المحرق 1-2 في مجموع المباراتين. وفي بطولة كأس النخبة البحريني ساهم في تتويج فريقه بالبطولة بعدما تغلب في المباراة النهائية على المالكية 2-1 ليحقق بوغمار سادس بطولاته الشخصية.
في موسمه الخامس 2018-2019 وفي بطولة الدوري الممتاز ساهم في احتلال فريقه الرابع بفارق 12 نقطة عن البطل الرفاع. وفي بطولة كأس ملك البحرين ساهم في وصول فريقه إلى المباراة النهائية عندما خسر من الرفاع 1-2. وفي بطولة كأس النخبة البحريني ساهم في وصول فريقه إلى المباراة النهائية عندما خسر من المحرق 0-4. وفي بطولة كأس الاتحاد البحريني فشل فريقه في التأهل إلى الدور النصف النهائي بعدما احتل المركز الثاني في المجموعة الثانية بفارق نقطة واحدة عن المتصدر النجمة.
في موسمه السادس 2019-2020 وفي بطولة الدوري الممتاز ساهم في تتويج فريقه بالبطولة بعدما تصدر الترتيب بفارق نقطة واحدة عن المحرق ليحقق بوغمار سابع بطولاته الشخصية. وفي بطولة كأس ملك البحرين ساهم في وصول فريقه إلى المباراة النهائية عندما خسر من المحرق 0-1. وفي بطولة كأس الاتحاد البحريني ساهم في وصول فريقه إلى الدور النصف النهائي عندما خسر من المحرق 1-3.
في بداية موسم 2020-2021 حاول المحرق التعاقد مع بوغمار من الحد ولكنه فشل في مسعاه. في موسمه السابع والأخير وفي بطولة الدوري الممتاز ساهم في احتلال فريقه المركز الخامس بفارق 18 نقطة عن البطل الرفاع. وفي بطولة كأس ملك البحرين ساهم في وصول فريقه إلى الدور النصف النهائي عندما خسر من الأهلي بركلات الترجيح. وفي بطولة كأس الاتحاد البحريني فشل فريقه في التأهل إلى الدور النصف النهائي عندما احتل المركز الرابع في المجموعة الأولى بفارق 6 نقاط عن المتصدر الرفاع الشرقي. وفي بطولة كأس الاتحاد الآسيوي فشل فريقه في التأهل إلى الدور النصف النهائي من منطقة غرب آسيا عندما احتل المركز الثالث قبل الأخير في المجموعة الأولى بفارق 3 نقاط عن المتصدر العهد اللبناني.
في 29 مايو 2021 انتقل بوغمار من الحد إلى الخالدية البحريني (الدوري الممتاز) في صفقة انتقال حر لمدة خمس مواسم. في موسمه الأول 2021-2022 وفي بطولة الدوري الممتاز ساهم في احتلال فريقه المركز الثالث بفارق 12 نقطة عن البطل الرفاع. وفي بطولة كأس ملك البحرين ساهم في تتويج فريقه بالبطولة بعدما تغلب في المباراة النهائية على الرفاع الشرقي بركلات الترجيح ليحقق بوغمار ثامن بطولاته الشخصية. وفي بطولة كأس الاتحاد البحريني فشل فريقه في التأهل إلى الدور النصف النهائي.
في موسمه الثاني 2022-2023 وفي بطولة الدوري الممتاز ساهم في تتويج فريقه بالبطولة بعدما تصدر الترتيب بفارق نقطة واحدة عن وصيفه المنامة ليحقق بوغمار تاسع بطولاته الشخصية. وفي بطولة كأس ملك البحرين خرج فريقه من مباراته الأولى عندما خسر في الدور الثمن النهائي من سترة بركلات الترجيح. وفي بطولة كأس السوبر البحريني ساهم في تتويج فريقه بالبطولة بعدما تغلب على الرفاع بهدفين نظيفين ليحقق بوغمار عاشر بطولاته الشخصية.

### المنتخبات
في 16 أكتوبر 2018 قرر المدرب التشيكي ميروسلاف سوكوب استدعاء بوغمار للمشاركة مع البحرين للمرة الأولى وكان أمام ميانمار وديا وانتهت بفوز البحرين 4-1.
قرر المدرب البرتغالي هيليو سوزا استدعاء بوغمار للمشاركة في بطولة اتحاد غرب آسيا في العراق حيث شارك في مباراتين في دور المجموعات أمام الأردن وانتهت بفوز البحرين 1-0 ثم أمام السعودية وانتهت بالتعادل السلبي بدون أهداف ليتصدر البحرين المجموعة الثانية ويتأهل إلى المباراة النهائية التي شارك فيها بوغمار وساهم في فوز منتخب بلاده على العراق المستضيف بهدف عيسى موسى ليحقق بوغمار أولى بطولاته الدولية.
بعد مرور ثلاثة أشهر قرر سوزا استدعاء بوغمار مجددا للمشاركة هذه المرة في بطولة كأس الخليج العربي 24 في قطر حيث لعب مباراة واحدة في دور المجموعات والتي انتهت بالخسارة من السعودية بهدفين نظيفين ولكن في نهاية المطاف احتل البحرين المركز الثاني في المجموعة الثانية وتأهل إلى الدور النصف النهائي حيث لعب بوغمار أساسيا أمام العراق وساهم في فوز البحرين بركلات الترجيح ليتأهل البحرين إلى المباراة النهائية لمواجهة السعودية وعلى الرغم من عدم لعبه إلا أن البحرين فاز على السعودية بهدف نظيف ليحقق بوغمار ثاني بطولاته الدولية.
في تصفيات كأس العالم 2022 لعب بوغمار ست مباريات حيث فاز البحرين على كمبوديا وإيران وهونغ كونغ وتعادل مع العراق مرتين وهونغ كونغ ليساهم في احتلال البحرين المركز الثالث في المجموعة الثالثة من المرحلة الثانية بفارق 3 نقاط عن المتصدر إيران وبالتالي فشل في التأهل إلى المرحلة الثالثة من تصفيات كأس العالم وفشل في التأهل مباشرة إلى بطولة كأس آسيا 2023 وانتهت إلى المرحلة الثالثة من تصفيات كأس آسيا.
في 1 سبتمبر 2021 سجل بوغمار أول هدف دولي له مع البحرين وكان على هايتي وديا وانتهت المباراة بفوز البحرين 6-1.
في تصفيات بطولة كأس العرب 2021 شارك بوغمار البحرين في الفوز على الكويت 2-1 ليتأهل إلى نهائيات البطولة التي أقيمت في قطر وأوقعت القرعة البحرين في المجموعة الأولى ولعب بوغمار مباراتين أمام قطر المستضيف وانتهت بالخسارة بهدف نظيف والعراق التي انتهت بالتعادل السلبي بدون أهداف ليخرج البحرين من الدور الأول بعدما تذيل المجموعة الأولى بفارق 3 نقاط عن صاحب المركز الثاني عمان.
قرر سوزا استدعاء بوغمار للمشاركة في كأس الخليج العربي 25 في العراق ولعب بوغمار مباراة واحدة في دور المجموعات وكانت أمام الكويت انتهت بالتعادل 1-1 ليتصدر البحرين في نهاية المطاف المجموعة الأولى ويتأهل إلى الدور النصف النهائي عندما خسر من عمان بهدف نظيف.

## الحياة الشخصية
تخرج بوغمار من جامعة العلوم التطبيقية.
يعمل بوغمار في وزارة الخارجية البحرينية.

## الإنجازات
- الحد
  - الدوري البحريني الممتاز (2): 2016/2015 - 2020/2019
  - كأس ملك البحرين (1): 2015/2014
  - كأس السوبر البحريني (2): 2015 - 2016
  - كأس الاتحاد البحريني (1): 2017/2016
  - كأس النخبة البحريني (1): 2018/2017
- الخالدية
  - الدوري البحريني الممتاز (1): 2023/2022
  - كأس ملك البحرين (1): 2022/2021
  - كأس السوبر البحريني (1): 2022
- منتخب البحرين
  - بطولة اتحاد غرب آسيا لكرة القدم (1): 2019
  - كأس الخليج العربي (1): 2019

## روابط خارجية
- أحمد بوغمار على موقع إي إس بي إن إف سي (الإنجليزية)
- أحمد بوغمار على موقع قاعدة بيانات كرة القدم.إي يو (الإنجليزية)
- أحمد بوغمار على موقع ناشيونال فوتبول تيمز (الإنجليزية)
- أحمد بوغمار على موقع Soccerway.com (الإنجليزية)
- أحمد بوغمار على موقع عالم كرة القدم.نت (الإنجليزية)
- أحمد بوغمار على موقع كووورة